# Vissuvere järv
Vissuvere järv är en sjö i Estland.   Den ligger i landskapet Järvamaa, i den centrala delen av landet, 60 km sydost om huvudstaden Tallinn. Vissuvere järv ligger 73 meter över havet. Arean är 0,16 kvadratkilometer.  I omgivningarna runt Vissuvere järv växer i huvudsak blandskog. Den sträcker sig 0,6 kilometer i nord-sydlig riktning, och 0,8 kilometer i öst-västlig riktning.